# Litofania

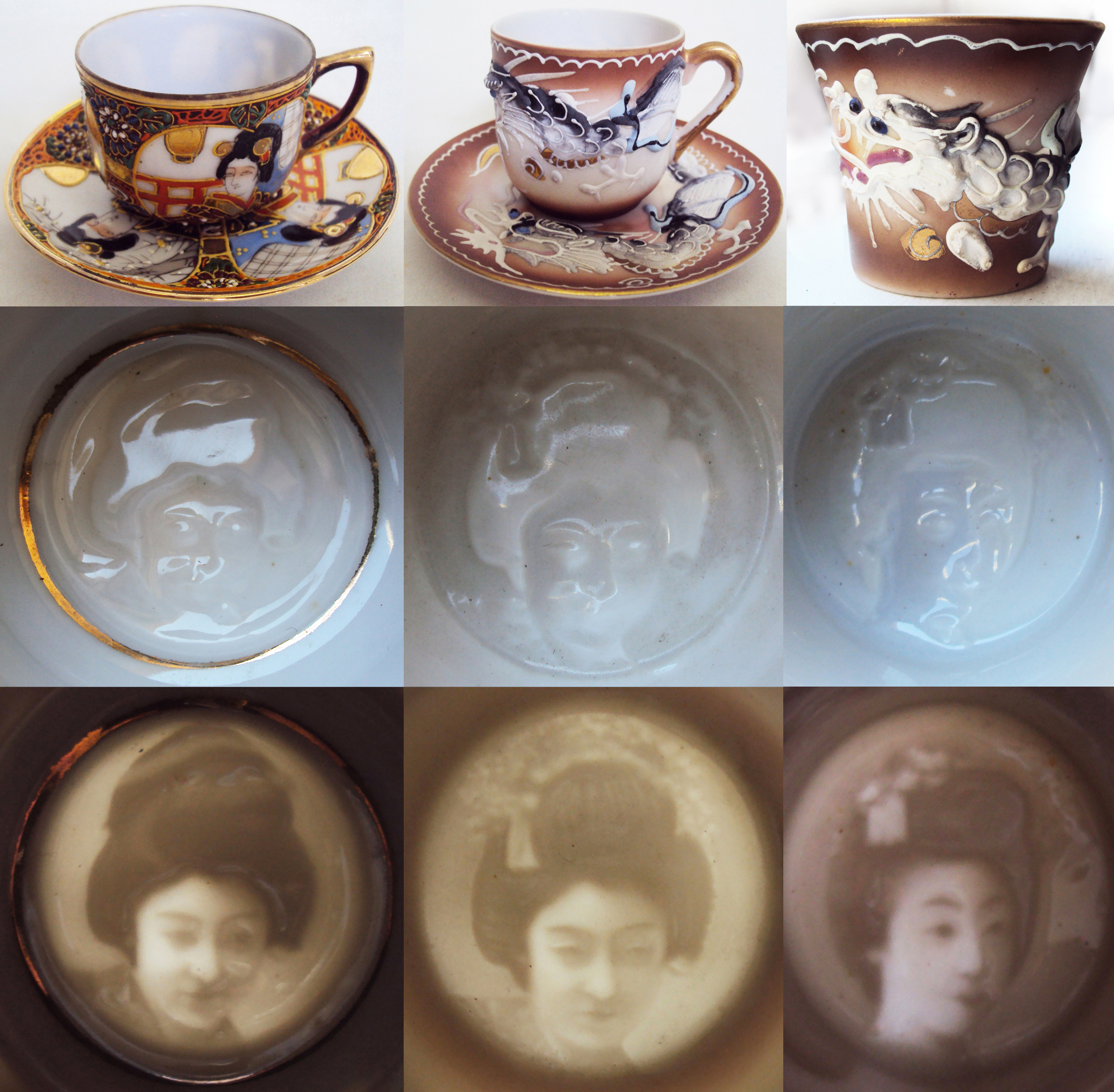
Duas xícaras e um copo de saquê de porcelana oriental decorada. As peças possuem em seu interior rostos de gueixas em litofania, que somente são vistos quando colocadas contra uma fonte de luz.

Uma litofania (francês: lithophanie) é uma obra de arte gravada ou moldada em porcelana muito fina e translúcida que só pode ser vista claramente quando iluminada por trás com uma fonte de luz. É uma cena em intaglio que aparece "en grisaille" (em tons de cinza).
A litofania apresenta uma imagem tridimensional, completamente diferente das gravuras bidimensionais e das imagens de daguerreótipos, que são "planas". As características das imagens gravadas na litofania mudam dependendo da fonte de luz que ilumina seu reverso. A forma como se vê as cenas de um painel de litofania em uma janela pode mudar ao longo do dia, dependendo da quantidade de luz solar que incide sobre ele. A fonte de luz variável é o que faz as litofanias mais interessantes para o espectador do que as imagens bidimensionais.

## Etimologia
A palavra litofania deriva do grego "lithos", que significa pedra ou rocha, e "phainein", que significa "aparecer" ou "aparecer de repente". Assim, litofania tem um significado por derivação de "manifestar-se na pedra" ou "aparecer na pedra". Ela, como a imagem tridimensional, aparece de repente, quando iluminada.

## História
As primeiras litofanias de origem europeia foram produzidas quase ao mesmo tempo na França, na Alemanha, na Prússia e na Inglaterra em torno do final da década de 1820. Frequentemente credita-se ao Barão Paul de Bourging (1791-1864) como inventor do processo "email ombrant" em 1827, na França. O email ombrant é um processo decorativo no qual uma imagem é gravada ou estampada na cerâmica e coberta com um esmalte transparente ou translúcido. O esmalte se deposita na peça e com as diferentes profundidades do desenho acaba por dar à imagem uma aparência de sombreada ("ombre" é sombra em francês, e "email" é esmalte). Em 1828, Robert Griffith Jones adquiriu os direitos de Bourging e licenciou as litofanias para produção em fábricas inglesas. As fábricas inglesas, por vezes, usaram indistintamente o nome litofania para peças com a técnica "email ombrant".

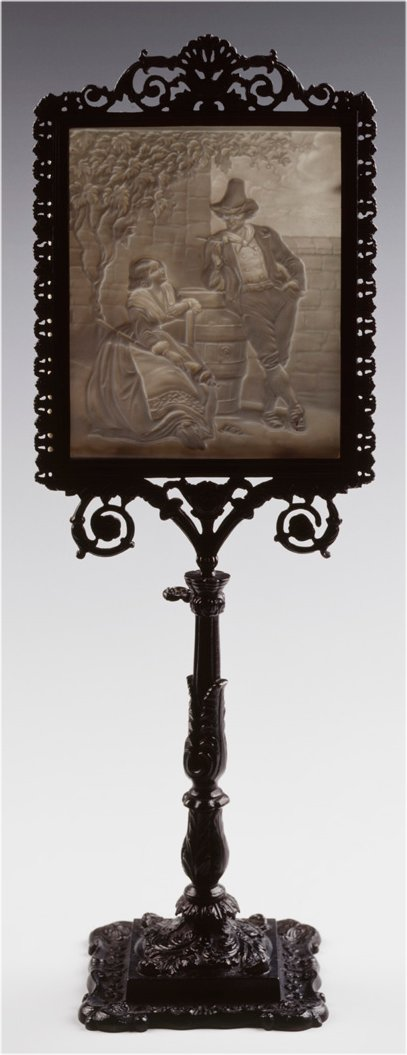
Litofania com suporte. O suporte foi feito pela Royal Prussian Iron Foundries, por volta de 1820. Acervo do Museu de Arte de Birmingham, no Alabana.

Contudo, alguns estudiosos argumentam que foi o prussiano Georg Friedrich Christoph (1781-1848) que aperfeiçoou o verdadeiro processo da litofania em 1828. Outros estudos indicam ainda que a técnica foi desenvolvida em Berlim e outras partes da Alemanha por fabricantes como a Fábrica Real de Porcelana de Berlim (Königlichen Porzellan-Manufaktur). É por isso que, às vezes, as litofanias são chamadas de "transparência de Berlim". Ad'T  é um selo bastante presente nas litofanias fabricadas em Rubles, perto de Melun, na França. Acredita-se que seja a marca do Barão A. de Tremblay, porém alguns estudiosos do assunto acham que ele somente realizou cerâmicas e não litofanias. Dessa forma, a origem do selo permanece desconhecida.
Muitos historiadores argumentam que a inspiração para a criação da litofania veio originalmente da China, que produziam objetos similares quase mil anos antes, na época da Dinastia Tang. De acordo com R. L. Hobson, durante a Dinastia Ming, os chineses produziam tigelas "finas como papel" com decorações secretas (an hua) nelas. De acordo com Willoughby Hodgson, algumas porcelanas chinesas de biscuit pareciam "pequenas telas com paisagens em relevo" que se assemelham à porcelana branca fabricada na Suíça. Outros potenciais precursores das litofanias europeias vêm da Dinastia Sung. As porcelanas de Qingbai eram translúcidas com desenhos esculpidos e moldados de flores, peixes e pássaros. Os jogos de chá de litofania japoneses são conhecidos como "dragonware" e foram bastante comercializados com indicação geográfica de origem  durante a Segunda Guerra Mundial.
No início do século XX, muitos pesquisadores da litofania fizeram conexões entre as cerâmicas europeias dos séculos XVIII e XIX e as porcelanas chinesas. Na França do século XVIII usava-se o termo "Blanc de Chine" para designar uma porcelana chinesa altamente translúcida. As fábricas de porcelana na França, Alemanha e Inglaterra imitaram o "Blanc de Chine" chinês nos séculos XVII e XVIII. Essas mesmas fábricas começaram a produzir litofanias no início do século XIX. É possível traçar  inspirações técnicas e estéticas das litofanias europeias nas obras chinesas, no entanto, a relação exata entre elas permanece indefinida. Contudo, não se conhece nenhuma litofania produzida em qualquer lugar da China antes de 1800.

## Técnica

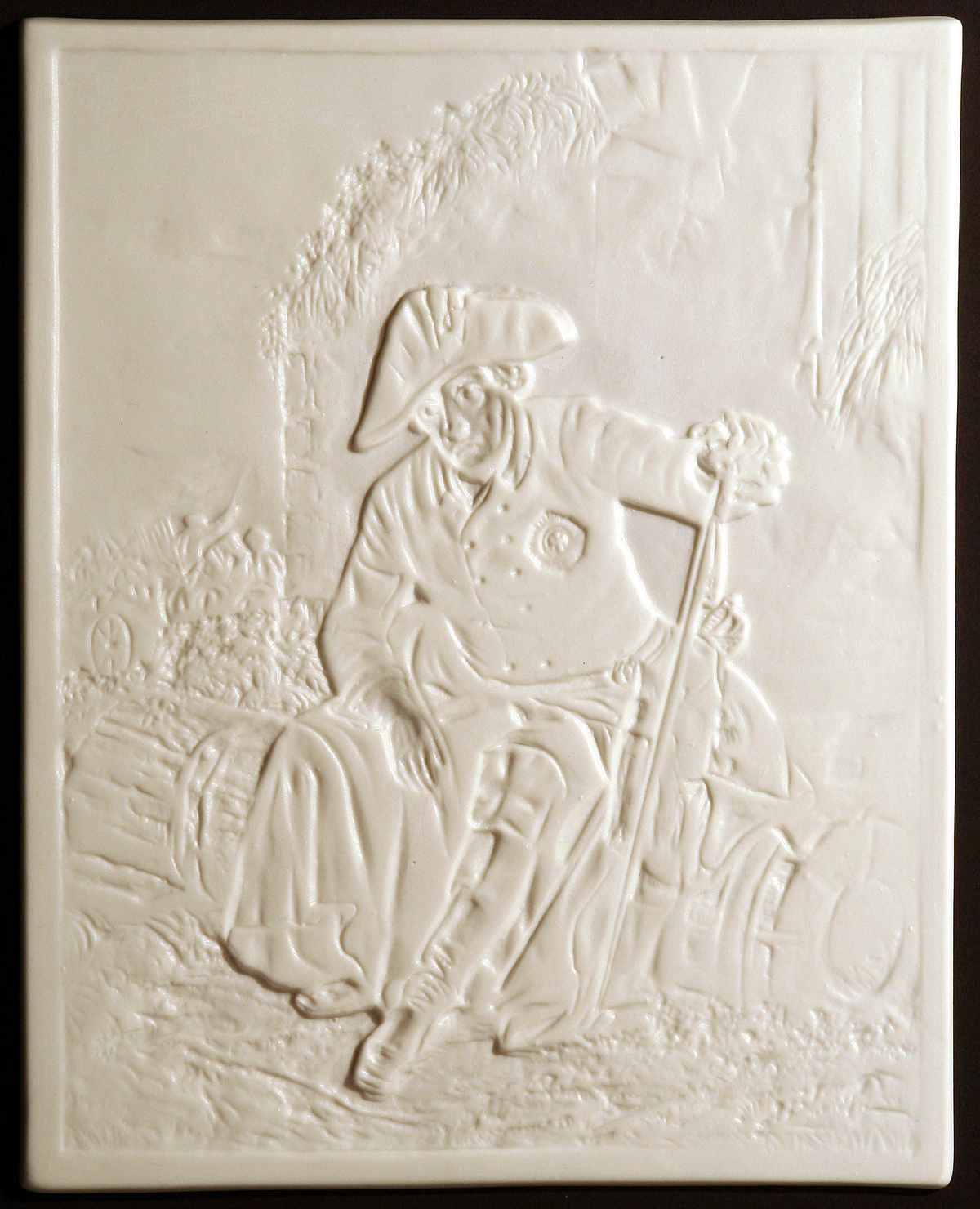
Litofania em luz ambiente

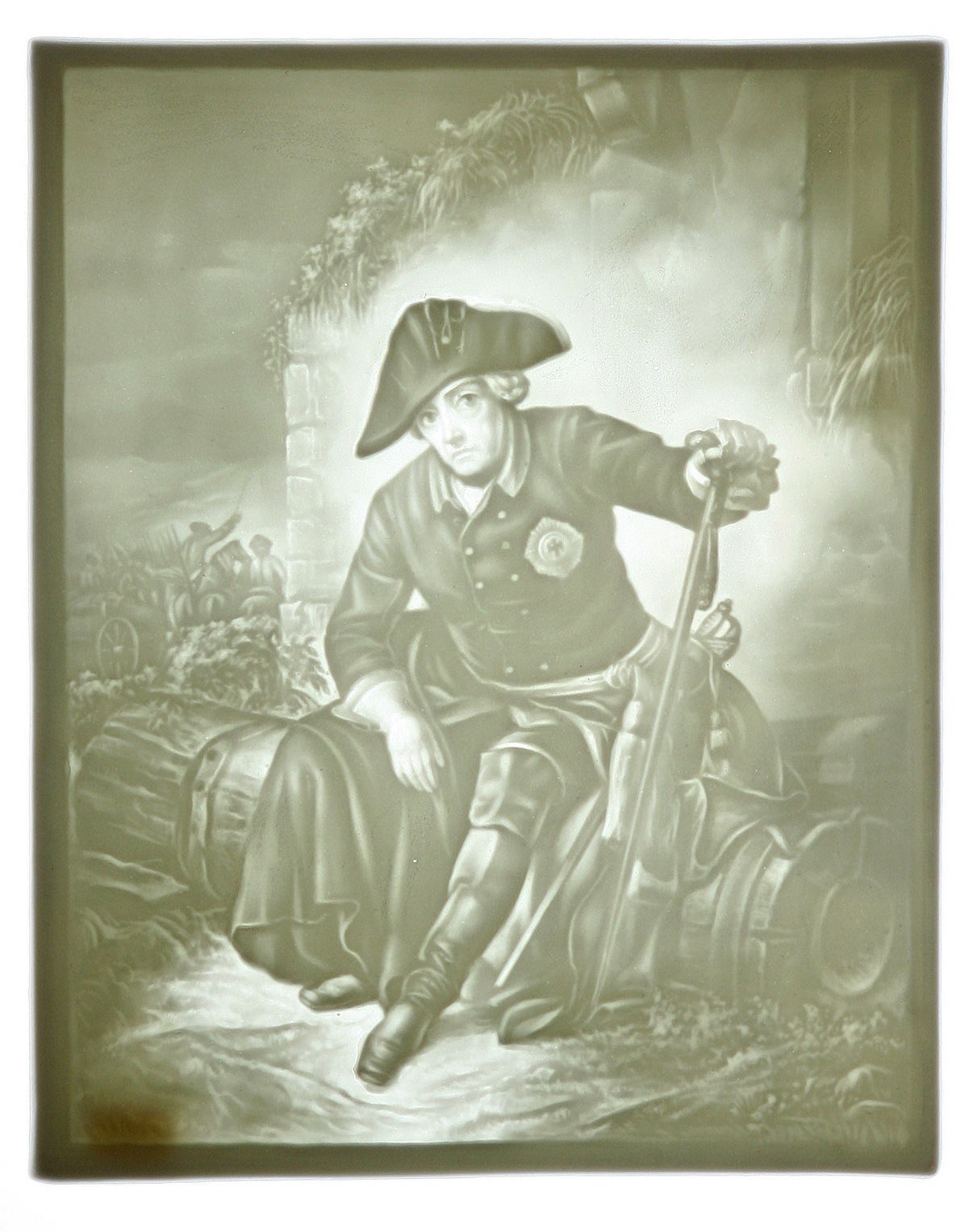
Litofania quando iluminada

As litofanias foram feitas por artesãos europeus especializados tendo como base uma imagem esculpida em cera quente em uma placa de vidro. A placa era iluminada e então esculpida. Às vezes, a mesa de escultura ficava perto de uma janela e tinha um espelho abaixo dela que fornecia luz constante para a realização da escultura. A melhores litofanias eram geralmente produzidas à mão em uma placa de cera plana, esculpida em relevo e intaglio. Quanto mais fina fosse a cera, mais brilhante seria a área esculpida, pois onde a cera era mais espessa, havia menos luminosidade.
Depois disso, um molde de gesso de gipsita era feito a partir da cera. O molde poderia também ser feito  em metal para a produção de múltiplos moldes. A imagem em cera era removida dos moldes e depois queimadas a cerca de 1.260 °C. A porcelana tinha como matérias-primas por volta de 66% de caulinita, 30% de feldspato e 4% de pedra-sabão. Descobriu-se que cerca de 60% das porcelanas entortavam ou rachavam no forno, sendo descartadas. Quando prontas, as litofanias têm algo entre 1.5 e 6 milímetros de espessura.

## Temas e formatos
Litofanias foram produzidos na Áustria, Bélgica, Boêmia, Tchecoslováquia, Dinamarca, Inglaterra, França, Alemanha, Irlanda, Itália, Noruega, Portugal, Rússia, Suécia e País de Gales no século XIX. Em meados do século XVIII eram feitas milhares de litofanias por firmas como Wedgwood na Inglaterra, porcelana Meissen em Dresden e Belleek na Irlanda. As litofanias também eram produzidas nos Estados Unidos, mas não tanto quanto na Europa. Os temas mais populares das litofanias eram os religiosos, os literários e os retratos de pessoas. Algumas litofanias também foram lançadas em datas comemorativas, como a da inauguração da Torre Eiffel em 1889.

## Coleções
De acordo com Henry Barnard, Samuel Colt encomendou e instalou em sua casa chamada de Armsmear, em Hartford, Connecticut, dezenas de litofanias que ele comprou em Berlim em 1855 e 1856. Colt provavelmente teve a ideia de comprá-las na Grande Exposição de 1851, realizada no Palácio de Cristal em Londres, na Exposição Universal de Nova York de 1853 ou mesmo em uma visita à Prússia em 1854. A litografias que tinham como tema vistas panorâmicas e retratos eram para os cômodos públicos e privados de sua esposa Elizabeth. Os painéis inspiradores eram para as janelas do quarto de dormir de Colt, que ficava no andar de cima. As litofanias humorísticas foram colocados nas janelas da sala de bilhar. Uma litofania de particular interesse era que retratava a cena histórica da Batalha de Trafalgar. Outras tinham como motivo o Castelo Stolzenfels no rio Reno e uma vista de Coblença. Barnard descreveu as litofanias como "uma verdadeira galeria de arte". Uma fotografia de Armsmear tirada entre 1857 e 1861 mostra mais de cem litofanias e uma outra de 1907 registra-as ainda no local. Muitas das litofanias do casal Colt foram transferidas para o Wadsworth Atheneum Museum of Art.

## Litofanias Modernas
Atualmente existem as litofanias que são feitas com o uso de máquinas CNC (Comando Numérico Computadorizado) e impressão em 3D. Isso tem reduzido drasticamente o custo de fabricação de litofanias personalizadas a partir de fotografias.